# Tankove, Bahciîsarai
Tankove (în ucraineană Танкове) este un sat în așezarea urbană Kuibîșeve din raionul Bahciîsarai, Republica Autonomă Crimeea, Ucraina.

## Demografie
Componența lingvistică a localității Tankove
     Rusă (76,7%)
     Tătară crimeeană (16,75%)
     Ucraineană (5,94%)
     Alte limbi (0,27%)
Conform recensământului din 2001, majoritatea populației localității Tankove era vorbitoare de rusă (76,7%), existând în minoritate și vorbitori de tătară crimeeană (16,75%) și ucraineană (5,94%).